# بیوآلترین
بیوآلترین (به انگلیسی: Bioallethrin) با فرمول شیمیایی C۱۹H۲۶O۳ یک ترکیب شیمیایی با شناسه پاب‌کم ۱۱۴۴۲ است. که جرم مولی آن ۳۰۲٫۴۰۷۹۴ g/mol می‌باشد. 